# Palatul Tuileries

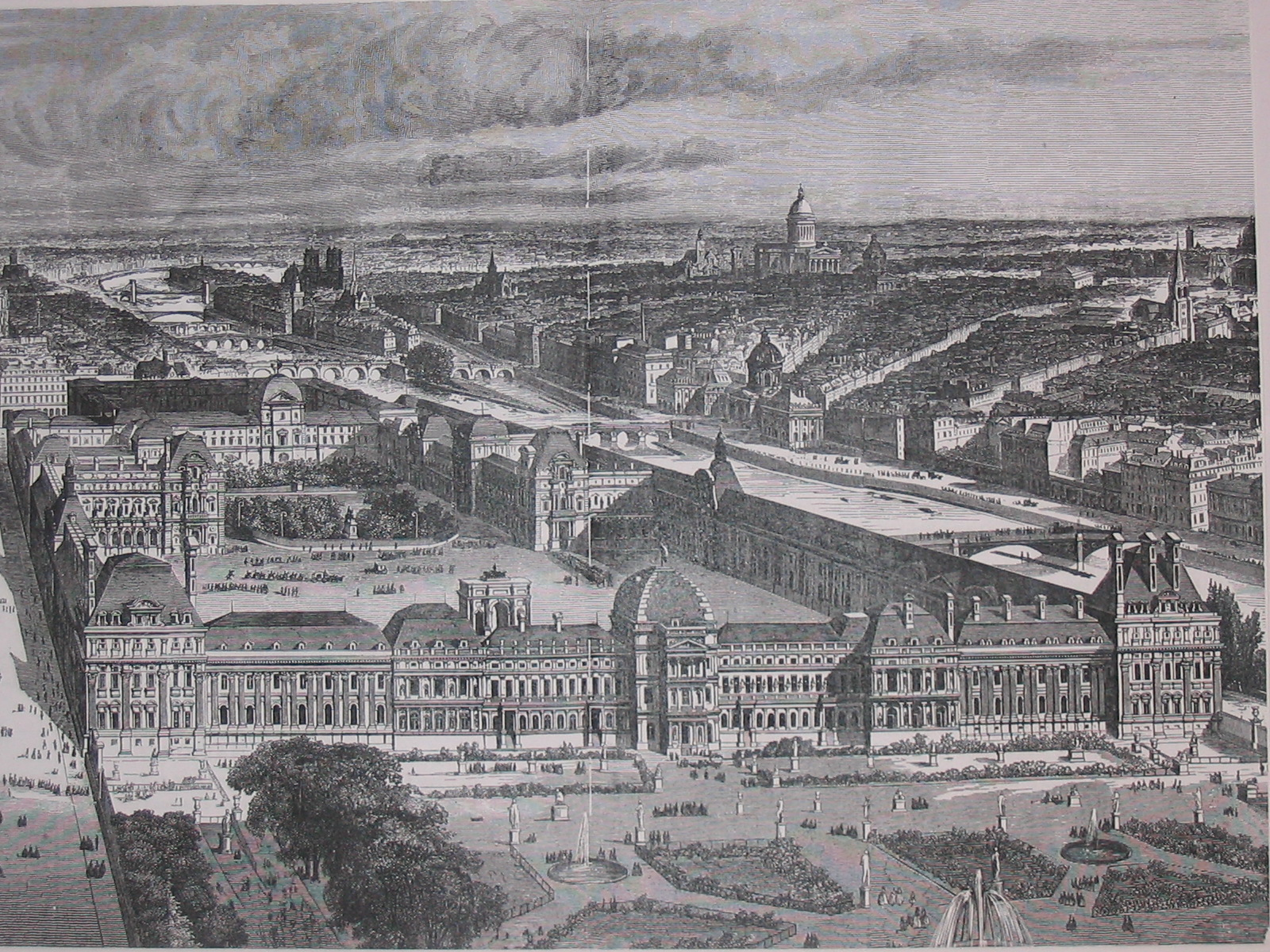
Palatul Tuileries

Palatul Tuileries (în franceză Palais des Tuileries) a fost un palat din Paris.
A fost castelul de reședință al monarhilor Franței. Palatul se afla pe malul drept al Senei, vizavi de Place de la Concorde (Piața Concorde) și la circa 500 m de Louvre. Palatul a fost distrus în anul 1871 în timpul revoltei Comunei din Paris.
În zilele noastre, clădirea impunătoare a castelului este amintită numai de câteva coloane amplaste în „Jardin des Tuileries“ (Grădinile Tuileries). Aici se află muzeul național „Galerie nationale du Jeu de Paume“.
În anul 2002 s-a propus un proiect de reconstruire a palatului, pe baza gravurilor istorice.